# Jazz Believers
Jazz Believers – polski zespół jazzowy, założony w styczniu 1958 roku w Krakowie.

## Historia
Pierwszy skład grupy tworzyli: Andrzej Trzaskowski (przez rok pełnił funkcję lidera; fortepian) – wymiennie Krzysztof Komeda (fortepian), Andrzej Kurylewicz (melofon), Jan „Ptaszyn” Wróblewski (saksofon tenorowy), Roman Dyląg (kontrabas) i Jan Zylber (perkusja). Wkrótce odchodzi Kurylewicz, którego miejsce zajął Wojciech Karolak (saksofon altowy). W czerwcu 1958 roku została nagrana próbna płyta (LP, RCA Victor J80P 8304-5-I), gdzie na stronie B znalazły się nagrania Jazz Believers. Również w czerwcu Wróblewski wyjeżdża do Stanów Zjednoczonych i jako członek International Newport Band pod dyr. Marshalla Browna, bierze udział w Newport Jazz Festival. Po powrocie do kraju zostaje kierownikiem Jazz Believers, wprowadzając do programu amerykańskie wzorce. We wrześniu tego samego roku formacja wystąpiła na I Międzynarodowym Festiwalu Jazzowym Jazz Jamboree w składzie poszerzonym o Jerzego Miliana. Wkrótce miejsce Dyląga zajmuje Jan Byrczek (kontrabas). Brzmienie zespołu zostało utrwalone w filmie dokumentalnym pt. Jazz Camping, wyreżyserowanym przez Bogusława Rybczyńskiego w 1959 roku. W obrazie tym jego twórcy pokazywali migawki z I Jazz Campingu, zorganizowanego w Hotelu Górskim na Kalatówkach w tym samym roku. Nie jest znana ścisła data rozpadu Jazz Believers. Według poszczególnych źródeł zespół został rozwiązany latem 1959, bądź w 1960 roku. Ze składu Jazz Believers wyłoniło się trio Krzysztofa Komedy.